# 羽田健太郎
羽田 健太郎 （はねだ けんたろう、1949年〈昭和24年〉1月12日 - 2007年〈平成19年〉6月2日） は、日本のピアニスト、作曲家、編曲家。

## プロフィール
東京都北区出身。東京音楽大学客員教授。桐朋女子高等学校音楽科（共学）から桐朋学園大学音楽学部ピアノ学科卒業。有賀和子、井口基成など、業界では特にスパルタで知られる高名な教育者たちに師事。長女は宝塚歌劇団出身の声楽家でショップチャンネルのキャストも務めた羽田紋子（現在、有限会社羽田音楽事務所代表取締役）孫はサクソフォン奏者の羽田ありあ。
その活動分野はクラシック、ポップス、フュージョンなど多岐にわたり、劇伴音楽の作曲においても『西部警察 PART-II』や『渡る世間は鬼ばかり』のテーマ曲などが広く知られる。2001年4月から2007年5月にかけてはテレビ朝日系列の音楽番組『題名のない音楽会21』の司会を務めるなど、タレント、司会者としても活動し、ハネケンの愛称で親しまれた。

## 来歴
1歳で銀行員の父を結核で亡くし、その後住宅会社に勤める母親と祖父によって育てられた。3歳でピアノを習い始め、4歳のときに他人との協調性を学ばせるため、祖父の意見で東京少年少女合唱隊に入れられた。北区立王子小学校では歌手小川知子と6年間同級生であった。
小学校2年の時にピアノを田鎖直江に師事。7か月後に安藤たかに師事。安藤には3年間師事した。その後志田芳久に師事する。志田は当時北区立王子小学校の音楽教師であった。田鎖、安藤、志田はいわゆる「町のピアノ教師」であり本格的な専門教育者ではない。羽田は中学2年生まで本格的な専門教育を受けていなかった。
中学2年の進路相談で「音楽学校へ進みたい」と意志を明らかにし志田の知り合いの有賀和子（桐朋学園大学名誉教授）を紹介してもらう。有賀との初めてのレッスンで羽田はチェルニー50番を弾いた。それを聴いた有賀は「（桐朋高校受験は）間に合うかしらね。あと一年半で……」と一言感想を漏らした。当時練習していたチェルニー50番をチェルニー30番へと戻され、基礎から学びなおすことになった。当時の羽田には相当なカルチャーショックであった。高校受験の自由曲はシューマンのノヴェレッテでビリから2番目の成績で合格した。
高校1年生の時に羽田の母親がグランドピアノを購入し、防音のために家を改築する。羽田は有名になった後も終生このピアノを大切に使った。この年の夏休みに一日12時間もの猛練習で急速に実力を伸ばした。これは有名なピアニストの伝記を羽田が読んでヒントを得たもので、『徹子の部屋』で語ったところによれば、「片手ずつゆっくりさらい、完全に出来るようになったら片手ずつ速くさらい、それができたら今度は両手でゆっくりさらい、それが完全にできるようになったら、最後に両手で速くさらう」という地道なものであったが、これを実際に実行すると長い練習時間を必要とする。
大学に進学した1967年（昭和42年）、有賀の勧めもあり、第36回日本音楽コンクールを受けるが第1次予選で落選した。その後大学には内緒でホテルのラウンジでピアノを弾くアルバイトをして実演の経験を積んだ。これが後に受けるコンクールでの舞台度胸や実演の経験として功を奏した。
大学4年の時に第39回日本音楽コンクールピアノ部門で第3位に入賞した。入賞曲はベートーヴェンのピアノ協奏曲第4番。大学のピアノ科を首席で卒業、卒業試験では最高点を取り桐朋音楽賞を受賞した。
桐朋音楽大学卒業後、師匠の有賀に今後の進路を問いただされると羽田は軽音楽の道に進みたいと意思表示した。アメリカのジュリアード音楽院への留学を考えていた有賀からは「私の弟子だったということは決してプロフィールには書かないで」と事実上の破門を言い渡された。羽田はクラシックピアニストの現状が非常に厳しいことを認識しており、苦労をかけてきた母親に一刻も早く恩返ししたいという思いもあった。また在学中からアルバイトで弾いていた時点で軽音楽が流行していたため、そこに活路を見いだしていた。
在学中に映画『ある愛の詩』のレコーディングで、急遽ピアニストの代役を頼まれ、そこで実力を高く評価されていたが、当時は学生であったため活動は自粛し、大学卒業後に正式にスタジオミュージシャンとしての活躍を開始。この頃、大野雄二らにジャズ・ピアノを師事する。
スタジオ・ミュージシャンとしては、音大のピアノ科を卒業したクラシック出身で、高度なテクニックを持つ人材が貴重だった事から非常に重宝され、朝から晩までスタジオにこもり、次から次へと録音をこなしていった（そしてこなせるだけの高い技術があった）。著書によれば、当時のサラリーマンの月給を2日で稼げるほど売れっ子だった。羽田の回想によれば、金は要らないから休ませて欲しいと思うほど、当時は仕事が次から次へと回ってきた。スタジオ録音全盛期の時代と、羽田の活躍の時期が重なったことは幸運であった。
1978年（昭和53年）から1980年（昭和55年）頃はシンガーソングライターの渡辺真知子のバックバンドのリーダーを務めていたことがあり、彼女の初期のアルバムでピアノを弾いているのも羽田である。同時期アリスのバンドリーダーも務めている。
又、沢田研二の『勝手にしやがれ』、山口百恵『秋桜』、小坂明子『あなた』、久保田早紀『異邦人』、西田敏行『もしもピアノが弾けたなら』、中島みゆき『時代』、谷村新司『群青』等のレコードに録音されているピアノ演奏は全て羽田によるもので、こういった当時の人気歌手のLPのピアノ演奏は殆どが羽田がスタジオミュージシャン時代に録音したものであると言っても過言では無い。
アニメやドラマの劇伴の世界でも羽田はその存在を広く知られた作曲家でもある。1978年放送のアニメ『宝島』をはじめ、日本アニメ大賞音楽賞を受賞した『超時空要塞マクロス』の他、『ムーの白鯨』『スペースコブラ』『宇宙戦士バルディオス』『科学救助隊テクノボイジャー』『名探偵ホームズ』等、多数のアニメの作曲、編曲を手掛けている。『宇宙戦艦ヤマト』では、『symphony of the Aquarius』や劇中の作編曲以外に、本格的なクラシックからなる交響曲を35歳の時に描いている。『交響曲宇宙戦艦ヤマト』は、1984年（昭和59年）にNHK交響楽団によって五反田簡易保険ホールにて初演されているが、当時のインタビューで羽田は、プロデューサーである西崎義展から打診があり、「35歳の今日までのあらゆる作品の中で最高の物、つまり私の人生の半分におけるうちで最高作品に成り得た」と自ら語っている程この作品に懸ける羽田の強い思いがうかがえる。羽田が生涯で作曲した交響曲は、この『交響曲宇宙戦艦ヤマト』のみとなっている。またこの時のライブCDは今プレミアがついて幻となっている等根強い人気があり近年、再び注目され2018年（平成30年）に東京交響楽団により再演されている。また、CDやスタディスコアが発売されている。
一方、テレビドラマでは『西部警察 PART-II』（テレビ朝日）や、『渡る世間は鬼ばかり』（TBSテレビ）のテーマ曲や劇伴を手掛けている。自身のソロコンサートでも、この、『渡る世間は鬼ばかり』のテーマ曲は必ず最初に名刺代わりに弾いていた。NHK総合の連続テレビ小説『青春家族』でも音楽を担当した。
映画では、『戦国自衛隊』、『くるみ割り人形』、『さよならジュピター』の他、1980年には『薔薇の標的』と『復活の日』の作曲を手掛け、1981年日本アカデミー賞優秀音楽賞を受賞。
この頃は、ピアニストとしてより、作曲家、編曲家としての活躍が目覚ましかった。
1982年（昭和57年）5月のNHK交響楽団定期公演で指揮者のヴォルフガング・サヴァリッシュ（指揮者として高名だがピアニストとしても一流であり、特に歌曲伴奏では数々の名録音を残している）が当初引き振りでピアノを演奏する予定だったところ、急遽、予定変更となりサヴァリッシュは指揮のみで、代わりにピアニストを探す事となり、羽田に白羽の矢が立った。そしてリヒャルト・シュトラウスのピアノと管弦楽の協奏曲『ブルレスケ』のソリストを依頼された。そのときに有賀和子へレッスンを申し込んで師弟関係を戻している。羽田の言葉によれば、楽譜を渡された時点で弾けるだろう、と高をくくっていたが、N響との公式リハーサルの時にまだ暗譜ができておらず、楽譜を見ながらリハーサルをしていた、それくらいにせっぱ詰まったものだった。
その後N響とはセルゲイ・ラフマニノフの『ピアノ協奏曲第2番』、ジョージ・ガーシュインの『ラプソディ・イン・ブルー』のソリストで共演。ピアニストとして勢いを見せる活躍をしていく。その様な中で日本の全てのオーケストラと共演した実績を持つ。ポップスの作曲家、演奏家とクラシックのピアニストとしての活動が平行するという、日本では非常に希少な存在となった。
40歳代にはいってからは服部克久の『ピアノでポップスを』（NHK教育）をはじめとする音楽バラエティ番組に出演を増やすようになる。『タモリの音楽は世界だ!』（テレビ東京）ではかつらを被り、ベートーヴェンの役を演じてピアノを弾いたり、クラシック分野からの出題を担当するなど、クラシックとポップスの橋渡し的役目を果たした。またCDの製作にも意欲的で、『フックト・オン・シリーズ』を手がけ、クラシックを気楽に聴けるように編曲・録音にも力を入れた。自身の初レギュラー番組である『音楽は恋人』、NHKでは司会、ピアノ演奏、アレンジャーとしても活躍した。NHKではその他にも歌謡コンサートや紅白歌合戦で岩崎宏美や河村隆一、マリーン等のピアノ伴奏で度々出演している。
久米宏の『ニュースステーション』（テレビ朝日）では富士山山頂からの中継や、自然豊かな森林、風情のある寺、夜桜中継など映像と音楽を調和させる演出の中で、情緒あるポピュラーピアノ曲（自作）の演奏を行うようになり、視聴率の高いこの番組で人気を博していく。
この、ニュースステーションで即興演奏された楽曲の数々は、CDアルバム『ポエムジャパネスク』として発売された。
この頃から純粋なピアノ演奏以外に、得意のトークを交えた仕事も引き受けるようになる。『おもいッきりテレビ』（日本テレビ）でコメンテーターとしての出演、舞台『アーニーパイル』『ムーンリット・クラブ』（ピアニスト役、実際舞台でピアノを弾く）も出演した。この頃の羽田はテレビへの露出が増えていく。またMXテレビ（現TOKYO MX）初のテレビショッピング番組（自社製作）『眺めのいい暮らし』で司会を務め、自らピアノ演奏を披露していた。また『新日鐵アワー・音楽の森』（FM東京）ではラジオのパーソナリティーとしても活躍する等多岐にわたっていた。
1998年（平成10年）12月、慢性的な飲酒と多忙が重なり体調を崩し入院。『ニュースステーション』を一時降板した。単行本『新 ハネケンの音楽は愉快だ』によれば、朝、昼、晩と飲酒を繰り返し、1998年12月3日の朝、顔色が悪いのを長女に指摘され病院を受診しそのまま入院。翌日病室で倒れて9日間意識不明となる。劇症肝炎から来る肝性昏睡となりICUで9日間過ごし血液透析を2度繰り返してなんとか一命を取り留めた。この年の大晦日には東急ジルベスターコンサートで『ラプソディ・イン・ブルー』を演奏する予定であったが、病気の為急遽降板となる（代役は前田憲男が務めた）。その後、3か月の入院治療を終え退院。以後、大好きだった酒を一切断つことになる。
2001年（平成13年）4月から、『題名のない音楽会21』（テレビ朝日）の司会者に就任。第4代目司会者となる。視聴者にわかりやすく、ユーモアを交えた博識と品格のあるトークで、日曜日の朝に相応しい番組の顔となった。クラシックの敷居を低くし、大衆にも親しみやすくわかりやすくと言うのが羽田のモットーであり、自身もそういった番組作りに貢献した。また司会だけに留まらず、ピアニストとして度々番組内でも演奏し、その後2007年5月まで約6年間務める。
療養後の演奏活動としてはクラシック音楽への原点回帰を思わせ、純粋なクラシック演奏会を自主的に開く。ピアノ三重奏、ピアノ協奏曲などを積極的に取り上げた。
2004年（平成16年）と2005年（平成17年）にはロシアの重鎮、指揮者のユーリ・シモノフ率いるモスクワ・フィルハーモニー管弦楽団と共演、ラフマニノフのピアノ協奏曲第2番、ガーシュインのラプソディー・イン・ブルーのソリストを務める。
2005年10月、サントリーホールにて行われた音楽家生活35周年コンサートでは、肝障害によりコンサート直前に再び入院を余儀なくされたが、病室に電子ピアノを持ち込んで練習を重ね（ガーシュウィンのピアノ協奏曲ヘ調）を弾き振りし、コンサート当日に高熱を押して見事成功させた。又、指揮者としても新境地を開いた。
前田憲男、佐藤允彦との共演による『トリプルピアノ』は約30年間続けた。前田とはプライベートでも親交が深かった。
CDアルバムでは、ポニーキャニオンより四季をテーマにした4枚のオリジナルアルバム『春の旅立ち』『想い出の夏』『秋のソナタ』『冬物語』を発売。
本作品で、声楽家で娘の羽田紋子の為に書いたオリジナル曲『フェアリーテイル』、ラフマニノフの『ヴォカリーズ』で共演している。紋子とは、親娘コンサートを全国で行い、父と娘のアットホームな掛け合いは好評を博した。
余談だが、SMAPの中居正広主演のドラマ『砂の器』（TBS）で、ピアニスト役の中居のピアノシーンで実際に演奏を担当しているのは羽田であり、劇中の核となる、『ピアノ協奏曲　宿命』も羽田の演奏である。羽田自身、この宿命を気に入っており、『題名のない音楽会21』の番組内でも実際に披露している。
プロ野球・東京ヤクルトスワローズのファンであり、何度か神宮球場で『東京音頭』を演奏したことがある。また『題名のない音楽会21』では、フルオーケストラをバックに『東京音頭』を薄緑色のビニール傘をさして乱舞するという熱烈ぶりを見せた。
2007年4月、体調悪化に伴い再び入院。同時に『題名のない音楽会21』への出演を見合わせ、休養に専念するようになる。
2007年6月2日午後11時53分、肝細胞癌のため東京都新宿区の病院で死去。58歳没。法名は、妙音院釋穏健。墓所は港区麻布山善福寺の境内墓地にある。墓石は、生前に型取りした羽田自身の手形の彫刻を用いている。死後、『題名のない音楽21』で2週にわたって羽田の追悼番組が放送され、同年の第49回日本レコード大賞 特別功労賞を受賞した。死去が伝えられた王子小学校の児童たちは涙を流し嗚咽した。
2017年（平成29年）9月、東京国際フォーラム ホールAにて、『マクロス35周年×羽田健太郎10th memorial 超時空管弦楽』コンサートが開催された。同年、追悼アルバム『羽田健太郎 10th memorial』がポニーキャニオンより発売。
2018年8月、ミューザ川崎シンフォニーホールにて大友直人指揮、東京交響楽団『交響曲宇宙戦艦ヤマト』が行われた。又、この時のライブ録音をCD化したアルバム、『交響曲宇宙戦艦ヤマト』が日本コロムビアより2019年1月発売。Amazon CDランキング交響曲部門第1位となる。
尚、『交響曲宇宙戦艦ヤマト』のスタディスコアは、東京ハッスルコピーより発売されている。

## 生涯における作品と活動

### 映画
- 戦国自衛隊（1979年12月5日）[1]
- 薔薇の標的（1980年4月19日）[1] - 第4回日本アカデミー賞優秀音楽賞[1]
- 不良少年（1980年6月14日）
- 復活の日（1980年6月26日）[1] - 第4回日本アカデミー賞優秀音楽賞[1]
- 鉄騎兵、跳んだ（1980年8月16日）
- とりたての輝き（1981年10月10日）
- 凶弾（1982年9月15日）
- 伊賀野カバ丸（1983年8月6日）
- 積木くずし（1983年11月03日）[1]
- さよならジュピター（1984年03月17日）[1]
- F2グランプリ（1984年04月14日）
- 子象物語 地上に降りた天使（1986年07月26日）
- パッセンジャー 過ぎ去りし日々（1987年10月3日） - 宮川泰と共作
- 別れぬ理由（1987年11月14日）
- スキ!（1990年12月15日）

### テレビ
- 赤い激流（1977年 TBS）
- 恐竜戦隊コセイドン（1978年 東京12チャンネル）
  - ピアニストとして参加
- 東芝日曜劇場（TBS）'80年代の作品のほとんどを手掛けた
  - おーい春子（1985年8月）
  - 奥さま代理します（1986年12月）
  - 愛・七つの質問（1987年2月）
- 土曜ワイド劇場（ANB）
  - 三毛猫ホームズシリーズ
  - 松本清張の地方紙を買う女
  - 京都の舞妓弁護士シリーズ
- キッド（NTV）
- 西部警察シリーズ（ANB）
  - 西部警察 PART-II
  - 西部警察 PART-III
- ここまでは他人（TBS）
- 若草学園物語（NTV）
- 事件記者チャボ!（NTV）
- 女ざかり（NTV）
- 気分は名探偵（NTV）
- ただいま絶好調!（ANB）
- 胸キュン探偵団（TBS）
- 瑠璃色ゼネレーション（NTV）
- 刑事物語'85（NTV）
- 妻たちの課外授業（NTV）
- パパ合格ママは失格（NTV）
- 赤い夕日の大地で（NTV）
- おんなは一生懸命（TBS）
- 渡る世間は鬼ばかり（TBS）羽田本人の没後も生前に制作された作中音楽を引き続き使用。
- 爆竜戦隊アバレンジャー（ANB）※羽田健太郎 with Healthy Wings名義
- NHK連続テレビ小説青春家族
- NHK月曜ドラマ風子のラーメン
- 音楽は恋人（NHK）
- 久米宏のTVスクランブル（NTV）番組テーマ曲
- 砂の器（TBS）ピアノ協奏曲『宿命』（千住明作曲）のピアノ演奏
- タモリの音楽は世界だ!（TX）「教授」としてコーナー進行を担当（しばしば中世の音楽家の扮装で登場）の他、番組内のユニットSUPER 4のメンバーとして、ピアノ演奏も披露した。
- 眺めのいい暮らし（MXテレビ）通販番組の司会として。番組内でピアノ演奏も披露。

### アニメ
| 作品名                                  | 放送年 （または上映年） | 備考 |
| --------------------------------------- | ----------------------- | --- |
| 宝島                                    | 1978年                  | |
| 宇宙海賊キャプテンハーロック            | 1978年                  | コンチェルト形式の楽曲にピアニストとして参加。 |
| 伝説巨神イデオン                        | 1980年                  | ピアニストとして参加。 |
| 宇宙戦士バルディオス                    | 1980年                  | 1981年公開の映画版でも音楽を担当。ハネケン・アニメサントラの先駆けとも言われ、数々の曲を書く。寄せられる多数のリクエストの一方、オープニング曲を除き未CD化の時代が長く続いたが、2009年10月に復刻版が発売。 |
| ムーの白鯨                              | 1980年                  | |
| 恐怖伝説 怪奇!フランケンシュタイン      | 1981年                  | |
| 夏への扉                                | 1981年                  | |
| まんが 水戸黄門                         | 1981年                  | 一部で有名なオープニングテーマ『ザ・チャンバラ』は土持城夫の作曲であり、羽田は編曲のみ。ただ、大仰でダイナミックなイントロに「ハネケン節」を感じるファンは多い。 |
| 科学救助隊テクノボイジャー              | 1982年                  | この作品で使用されたBGMは先述の『[[[西部警察 PART-II]]』と『西部警察 PART-III』でもかなり使用されている。 |
| スペースコブラ                          | 1982年                  | |
| 超時空要塞マクロス                      | 1982年                  | 日本アニメ大賞音楽賞 BGM、主題歌のみならずリン・ミンメイの劇中歌や、『組曲マクロス』などのイメージ音楽も製作している。「羽（ウィング）」「健（ヘルシー）」にちなんで命名された「ヘルシー・ウイングス・オーケストラ」が演奏している。 |
| 超時空世紀オーガス                      | 1983年                  | |
| 宇宙戦艦ヤマト 完結編                   | 1983年                  | 宮川泰と共作。劇場版第2作『さらば宇宙戦艦ヤマト 愛の戦士たち』以降（演奏者クレジットはシンフォニック・オーケストラ・ヤマト）、ピアニストとして参加していた。 後に完結編の音楽を基にした『交響曲 宇宙戦艦ヤマト』としての「作曲」および独奏ピアニストを担当。詳細は宇宙戦艦ヤマトを参照（1作目の音楽を基にした『交響組曲 宇宙戦艦ヤマト』とは別物）。 |
| はだしのゲン                            | 1983年                  | |
| ゴッドマジンガー                        | 1984年                  | |
| 大自然の魔獣バギ                        | 1984年                  | |
| 名探偵ホームズ                          | 1984年                  | |
| 超時空要塞マクロス 愛・おぼえていますか | 1984年                  | 『超時空要塞マクロス』の劇場版 主題歌『愛・おぼえていますか』とエンディング『天使の絵の具』を除き、書き下ろし楽曲が多数採用されている |
| オーディーン 光子帆船スターライト       | 1985年                  | 宮川泰、高崎晃、天野正道、安西史孝と共作 |
| おねがい!サミアどん                     | 1985年                  | |
| ロボタン                                | 1986年                  | |
| 銀河探査2100年 ボーダープラネット       | 1986年                  | |
| 続名探偵ホームズ2 ドーバーの白い崖      | 1986年                  | |
| 県立地球防衛軍                          | 1986年                  | |
| 機甲戦記ドラグナー                      | 1987年                  | 渡辺俊幸と共作、25話より参加 |
| 遠山桜宇宙帖 奴の名はゴールド           | 1988年                  | |
| プロジェクトA子 完結篇                  | 1989年                  | |
| 三丁目の夕日                            | 1990年                  | |
| おにいさまへ…                           | 1991年                  | |
| 三毛猫ホームズの幽霊城主                | 1992年                  | |
| 源氏                                    | 1992年                  | |
| YAMATO2520                              | 1995年                  | 音楽監督 |
| ドラえもん のび太の太陽王伝説           | 2000年                  | 編曲監修・ピアノ演奏 |
| 宇宙戦艦ヤマト 復活篇                   | 2009年                  | 製作時には既に故人となっていたが、『完結編』で羽田が手掛けた楽曲や『交響曲宇宙戦艦ヤマト』からの抜粋、1994年の企画時に作曲した「『復活篇』ためのシンフォニー」などが使用されているため「オリジナルスコア」として宮川泰と共にクレジットされている。                                                                                                   |

### ゲーム関連

#### ウィザードリィシリーズ
「『ドラゴンクエスト』といえばすぎやまこういち」といったようなウィザードリィシリーズの看板作曲家をつくろうということで、同じように知名度の高い羽田が起用されたとされる。なおゲームの知識がまるでなかった羽田は、最初仕事の話を聞かされた時には鳥の名前かと思ったと述べている。
『ウィザードリィV』のオープニングテーマはヘンリー・パーセル作曲の『アブデラザール、またはムーア人の復讐』Z.570の第2曲「ロンドー」が原曲である。この曲はベンジャミン・ブリテンの『青少年のための管弦楽入門』で変奏曲主題としても使われている。CD-BOXのライナーでリスペクトしたものと表明している。
ゲーム作品
- ウィザードリィ #1 狂王の試練場（FC・GBC・SFC）
- ウィザードリィ #2 リルガミンの遺産（FC・GBC・SFC）
- ウィザードリィ #3 ダイヤモンドの騎士（FC・GBC・SFC）
- ウィザードリィ #5 災渦の中心（SFC）
- ウィザードリィ6 禁断の魔筆 （SFC）
- ウィザードリィ リルガミンサーガ （PS・SS・Windows）
- ウィザードリィ ニューエイジオブリルガミン （PS・Windows）

収録アルバム
- We Love Wizardry
- 組曲ウィザードリィII リルガミンの遺産
- 組曲ウィザードリィIII ダイヤモンドの騎士
- 組曲ウィザードリィV ハート・オブ・ザ・メイルストローム
- Apolon Game Music Box Memorial Sound of Wizardry
  - 上記4作品の復刻盤が含まれるCD-BOX。
- 組曲ウィザードリィVI 禁断の魔筆
- ウィザードリィ リルガミンサーガ

#### その他
- 幻想水滸伝
- 交響曲イース - 日本ファルコムのイースの楽曲をオーケストラ用に編曲。
- 交響曲ソーサリアン - 日本ファルコムのソーサリアンの楽曲をオーケストラ用に編曲。
- ドラゴンボールZ 超武闘伝2のサウンドトラック - ピアノの演奏を担当。
- ときめきメモリアル3 〜約束のあの場所で〜スペシャルサウンドトラック - 初回限定版付属CDの作曲・編曲を担当。高木洋との共同。

### ラジオ
- グリーン・レクイエム (NHK-FM)「ふたりの部屋」内ラジオドラマ（新井素子原作）
  - 「グリーン・レクイエム」作曲・演奏、および番組内ピアノ曲の演奏
- 歌謡スペシャル（NHK-FM）[2]
- いちご列車（TBSラジオ）[2]
- 新日鐵アワー・音楽の森（FM東京系列）[2]3代目パーソナリティー
  - 2代目、立川清登の没後に引き継ぐ。音楽番組の司会を担当した最初期のもの。

### CM
- メガネの相沢
- 崎陽軒（シウマイ弁当など）[5]
- 富士メガネ（北海道ローカルで放送）
- メガネの水晶堂（岩手県ローカルで放送）
- キクチメガネ（東海、関東地区ならびに新潟県に店舗を持つメガネチェーン店。逝去直後まで放映）
- メガネのイシモト(福岡県ローカルで放送)
- 眼鏡の大宝堂(熊本県ローカルで放送)

### 楽曲提供

#### 作曲
- 石原プロモーション社歌『太陽と星たちの讃歌』
- 岩崎宏美『1mmの幸せ』
- 緒方恵美『ランナー』
- 西城秀樹『ヒムナル』『僕のたどった道』駄菓子屋のおばさん〜夕暮れの図書館〜まぬけな牛乳配達〜あの星をつかめ〜今、光の中へ(限りない明日をみつめて/西城秀樹収録曲)
- 田村ゆかり『勇気をください』『未来のDIARY』
- 中島愛『私の彼はパイロット -MISS MACROSS 2059-』
- 長山洋子『ハーフムーンの気持』
- 水谷麻里『幸福になろーね』
- 諸岡菜穂子『早熟』
- 神田正輝『まごころ』

#### 作曲・編曲
- 飯島真理『私の彼はパイロット』『小白竜』『シルバームーン・レッドムーン』『SUNSET BEACH』『やさしさSAYONARA』『愛は流れる』『0-G Love』
- 岩男潤子『坂道』
- 柏原芳恵『ひだまり』
- 鹿取洋子『私のオーディーン 〜オーディーンの乙女〜』
- 白坂紀子『ドリーム・ブリージン』『夕日の中へ』
- 杉田かおる『17歳のため息』
- 芹洋子『朝凪ぎ』
- 戸田恵子『思い出ブルー・ドリーム』『女いのち歌』
- 町田義人『宝島』『まだ見ぬ世界へ』『航海日誌』『小さな船乗り』
- 岩崎宏美『Disney Girl』収録曲全曲編曲
- TAKADA BAND『3×3EYES』『遥かなる抱擁-Embrasser-』

#### 編曲
- 小野恵美子『遠くへ行きたい』
- 24時間テレビ「愛は地球を救う」テーマソング『サライ』
- つちやかおり『あ・し・た何色』
- アルフィー『美しいシーズン』
- 谷村新司／加山雄三『サライ』

### 演奏参加
- アリス
アルバム「エンドレス・ロード」（1977年、ライブ・アルバム）、「栄光への脱出〜武道館ライブ」（1978年、ライブ・アルバム）
- 五輪真弓
シングル「さよならだけは言わないで」（1978年）
※「恋人よ 」（1980年）のピアノを演奏していると言われているが，実際に演奏しているのは矢嶋マキ。
- 太田裕美
シングル「青空の翳り」（1979年）
- 大場久美子
アルバム「カーテンコール」（1979年、同アルバムの全曲のピアノ及び編曲を担当している）
- 沖田浩之
シングル「E気持」（1981年）
- オフコース
ライブアルバム『秋ゆく街で』（1974年）
- 加山雄三
アルバム「海 その愛」（1976年）、「地平線の彼方」（1977年）、「愛する時は今」（1980年）、「YESTERDAY」（1986年）、「弾厚作：父に捧げるピアノコンチェルト」（1991年）
- 岸田智史
シングル「きみの朝」（1979年）
- 久保田早紀
デビューシングル「異邦人」（1979年）
- 小坂明子
シングル「あなた」（1973年）
- 沢田研二
シングル「勝手にしやがれ」（1977年）、アルバム「チャコール・グレイの肖像」（1976年）、「思いきり気障な人生」（1977年）、「BAD TUNING」（1980年）
- 佐野元春
デビューシングル「アンジェリーナ」（1980年）
- 谷村新司
シングル「群青」（1981年）
- Dr.ドラゴン&オリエンタル・エクスプレス
アルバム「The Birth of a Dragon」（1976年、同アルバムのごく一部の曲のピアノを担当している）
- 中島みゆき
シングル「時代」（1975年）
- 西田敏行
シングル「もしもピアノが弾けたなら」（1981年、ピアノ担当）
- ばんばひろふみ
シングル「SACHIKO」（1979年、ピアノ担当）
- 山口百恵
アルバム「百恵白書」（1977年）、「COSMOS宇宙」（1978年）
シングル「秋桜」（1977年）「パールカラーにゆれて」（1976年）
- 渡辺真知子
シングル「迷い道」（1977年）
シングル「かもめが翔んだ日」（1978年）
シングル「ブルー」（1978年）
ファーストアルバム『海につれていって』
セカンドアルバム『フォグランプ』（1978年）
サード・アルバム『遠く離れて』（1979年）

この他にも多くのアーティストのレコーディングに参加している。

### その他
- 全日本女子プロレス「PHOENIX FLIGHT」（ルーシー加山入場テーマ）、「Red Phoenix」（レッド・フェニックス入場テーマ）
- 北区立王子小学校校歌（北区立王子小学校と北区立桜田小学校が統合し、その際に校歌を作成した。ちなみに羽田は旧王子小学校の卒業生）
- 苫小牧サンバ（同市の祭りでは必ず演奏されるほど市民には普及している）

### 音楽教育活動
- ハネケンのヤングピープルコンサート（1996年 - 2001年）新潟県小出郷文化会館
- ピアノでポップスをI/II/III（NHK、I/IIはゲスト、IIIは音田さんちの隣の羽田さん役でレギュラー）
- ハネケンのピアノ初めて物語（静岡朝日テレビ開局20周年記念番組）
- 音楽は恋人（NHK）
- 題名のない音楽会21（2001年4月 - 2007年5月、テレビ朝日）
- ユーキャンピアノ講座（服部克久と共に）主任講師

### 著書
- 『ハネケンの音楽は愉快だ』 プレジデント社、1995年、ISBN 978-4833415538
- 『羽田健太郎（ハネケン）のピアノ初めて物語 - 海を渡った幻のメロディ・ロマン紀行』 中央公論社、1998年、ISBN 978-4120028427
- 『新・ハネケンの音楽は愉快だ』 プレジデント社、2003年、ISBN 978-4833417709